# Néstor Subiat
Néstor Gabriel Subiat (ur. 23 kwietnia 1966 w Buenos Aires), piłkarz szwajcarski pochodzenia argentyńskiego grający na pozycji napastnika.

## Kariera klubowa
Néstor Subiat jest synem Argentyńczyka, Néstora Gilberta Subiata, także profesjonalnego piłkarza. Subiat junior urodził się w Buenos Aires, a karierę piłkarską rozpoczął we Francji, w mieście Miluza. Wychował się w tamtejszym klubie FC Mulhouse w sezonie 1984/1985 debiutując w jego barwach w Ligue 2. Przez kolejne lata był jego podstawowym zawodnikiem i występował w drugiej lidze Francji, jednak w sezonie 1988/1989 swoimi 13 golami przyczynił się do awansu Mulhouse do Ligue 1. W niej rozegrał jednak tylko 7 spotkań i w trakcie sezonu 1989/1990 został wypożyczony do drugoligowego RC Strasbourg. Tam grał pół roku, a po spadku Mulhouse do Ligue 2 wrócił do tej drużyny i spędził w niej jeszcze kolejne dwa sezony.
Latem 1992 Subiat został piłkarzem szwajcarskiego AC Lugano. W sezonie 1992/1993 wywalczył z tym klubem Puchar Szwajcarii, dzięki zwycięstwu 4:1 w finale nad Grasshopper Club. W sezonie 1993/1994 zdobywając 17 goli był drugim najlepszym strzelcem ligi po Brazylijczyku Giovane Elberze. Latem 1994 zastąpił Elbera w ataku Grasshoppers, gdy Giovane odszedł do niemieckiego VfB Stuttgart. Pierwszy sezon Néstora w klubie z Zurychu był udany. Zespół wywalczył mistrzostwo kraju, a sam Subiat ponownie był wicekrólem strzelców ligi (21 bramek, o 3 mniej niż Petyr Aleksandrow). Jednak w kolejnych trzech sezonach Subiat rozegrał zaledwie 20 spotkań w lidze i w 1998 roku na pół sezonu odszedł do FC Basel.
Latem 1998 Subiat znów grał we Francji. Z zespołem AS Saint-Étienne wywalczył awans z Ligue 2 do Ligue 1, jednak we francuskiej ekstraklasie rzadko wybiegał na boisko. W 2000 roku odszedł więc do Étoile Carouge FC, a po pół roku gry w drugiej lidze szwajcarskiej przeszedł do FC Luzern. Latem 2001 zakończył piłkarską karierę.
| Sezon   | Klub              | Kraj       | Rozgrywki      | Mecze | Bramki |
| ------- | ----------------- | ---------- | -------------- | ----- | ------ |
| 1984/85 | FC Mulhouse       | Francja    | Ligue 2        | 3     | 0      |
| 1985/86 | FC Mulhouse       | Francja    | Ligue 2        | 31    | 2      |
| 1986/87 | FC Mulhouse       | Francja    | Ligue 2        | 14    | 0      |
| 1987/88 | FC Mulhouse       | Francja    | Ligue 2        | 18    | 14     |
| 1988/89 | FC Mulhouse       | Francja    | Ligue 2        | 28    | 13     |
| 1989/90 | FC Mulhouse       | Francja    | Ligue 1        | 7     | 1      |
| 1989/90 | RC Strasbourg     | Francja    | Ligue 2        | 19    | 6      |
| 1990/91 | FC Mulhouse       | Francja    | Ligue 2        | 29    | 15     |
| 1991/92 | FC Mulhouse       | Francja    | Ligue 2        | 33    | 10     |
| 1992/93 | AC Lugano         | Szwajcaria | Nationalliga A | 24    | 8      |
| 1993/94 | AC Lugano         | Szwajcaria | Nationalliga A | 31    | 17     |
| 1994/95 | Grasshopper Club  | Szwajcaria | Nationalliga A | 27    | 21     |
| 1995/96 | Grasshopper Club  | Szwajcaria | Nationalliga A | 6     | 3      |
| 1996/97 | Grasshopper Club  | Szwajcaria | Nationalliga A | 11    | 5      |
| 1997/98 | Grasshopper Club  | Szwajcaria | Nationalliga A | 4     | 4      |
| 1997/98 | FC Basel          | Szwajcaria | Nationalliga A | 7     | 4      |
| 1998/99 | AS Saint-Étienne  | Francja    | Ligue 2        | 18    | 7      |
| 1999/00 | AS Saint-Étienne  | Francja    | Ligue 1        | 8     | 1      |
| 2000/01 | Étoile Carouge FC | Szwajcaria | Nationalliga B | 11    | 6      |
| 2000/01 | FC Luzern         | Szwajcaria | Nationalliga A | 7     | 0      |

## Kariera reprezentacyjna
W reprezentacji Szwajcarii Subiat zadebiutował 22 stycznia 1994 roku w zremisowanym 1:1 towarzyskim meczu ze Stanami Zjednoczonymi. Cztery dni później strzelił 2 gole w sparingu z Meksykiem (5:1). W tym samym roku został powołany przez selekcjonera Roya Hodgsona do kadry na Mistrzostwa Świata w Stanach Zjednoczonych. Tam zaliczył trzy mecze, wszystkie jako rezerwowy: z USA (1:1 i gol z rzutu wolnego w 40. minucie), z Kolumbią (0:2) oraz w 1/8 finału z Hiszpanią. W 1996 roku został pominęty w kadrze powołanej przez Artura Jorge na Euro 96, a w listopadzie tamtego roku rozegrał w kadrze narodowej swój ostatni mecz, przegrany 0:1 z Norwegią. Łącznie rozegrał w niej 13 spotkań i strzelił w nich 6 goli.